# Fayçal Karamé
Pour les articles homonymes, voir Karamé.
Faisal Omar Karamé est un homme politique libanais, fils de l'ancien premier ministre Omar Karamé. Le 13 juin 2011, Faisal Karamé devient ministre de la Jeunesse et des Sports du gouvernement de Najib Mikati, désigné par coalition du 8 mars.